# Legoland Discovery Center

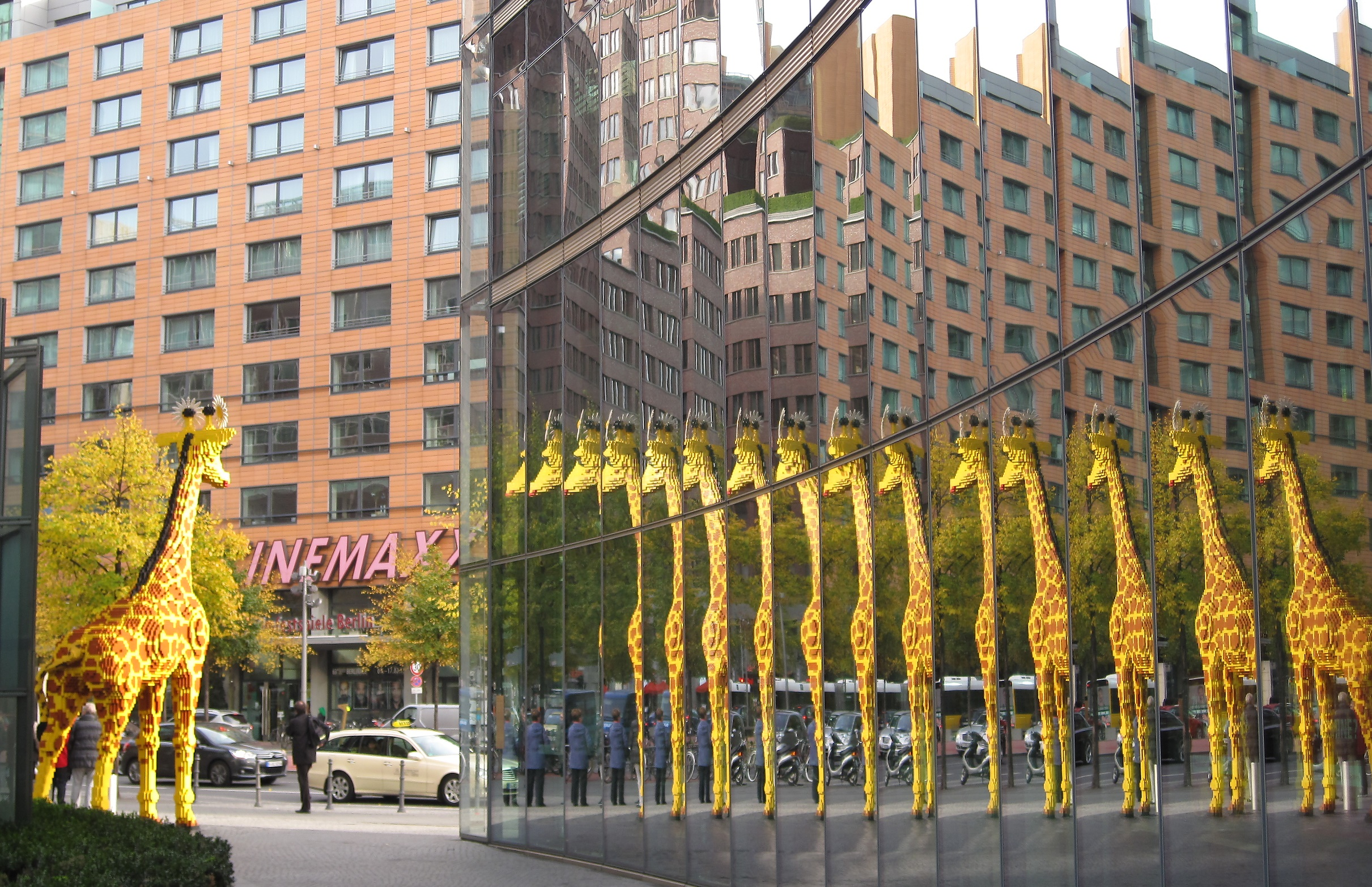
Legoland Discovery Center Berlin vid Sony Center

Legoland Discovery Center är en familjeattraktion bestående av ett antal inomhuscenter fyllda med legobyggnader. Kedjan ägs av företaget Merlin Entertainments, liksom Sea Life Center och Madame Tussauds. Det finns flera olika center lokaliserade i bl.a. Berlin i Tyskland, USA, Storbritannien, Kanada och Japan.

## Legoland Discovery Center i världen
- Tyskland: Berlin, Westfield Hamburg-Überseequartier, Oberhausen
- Storbritannien: Manchester, Birmingham
- Nederländerna: Haag
- Turkiet: Istanbul
- USA: Atlanta, Chicago, Kansas City, Dallas, New York
- Japan: Tokyo
- Kanada: Toronto

## Bilder

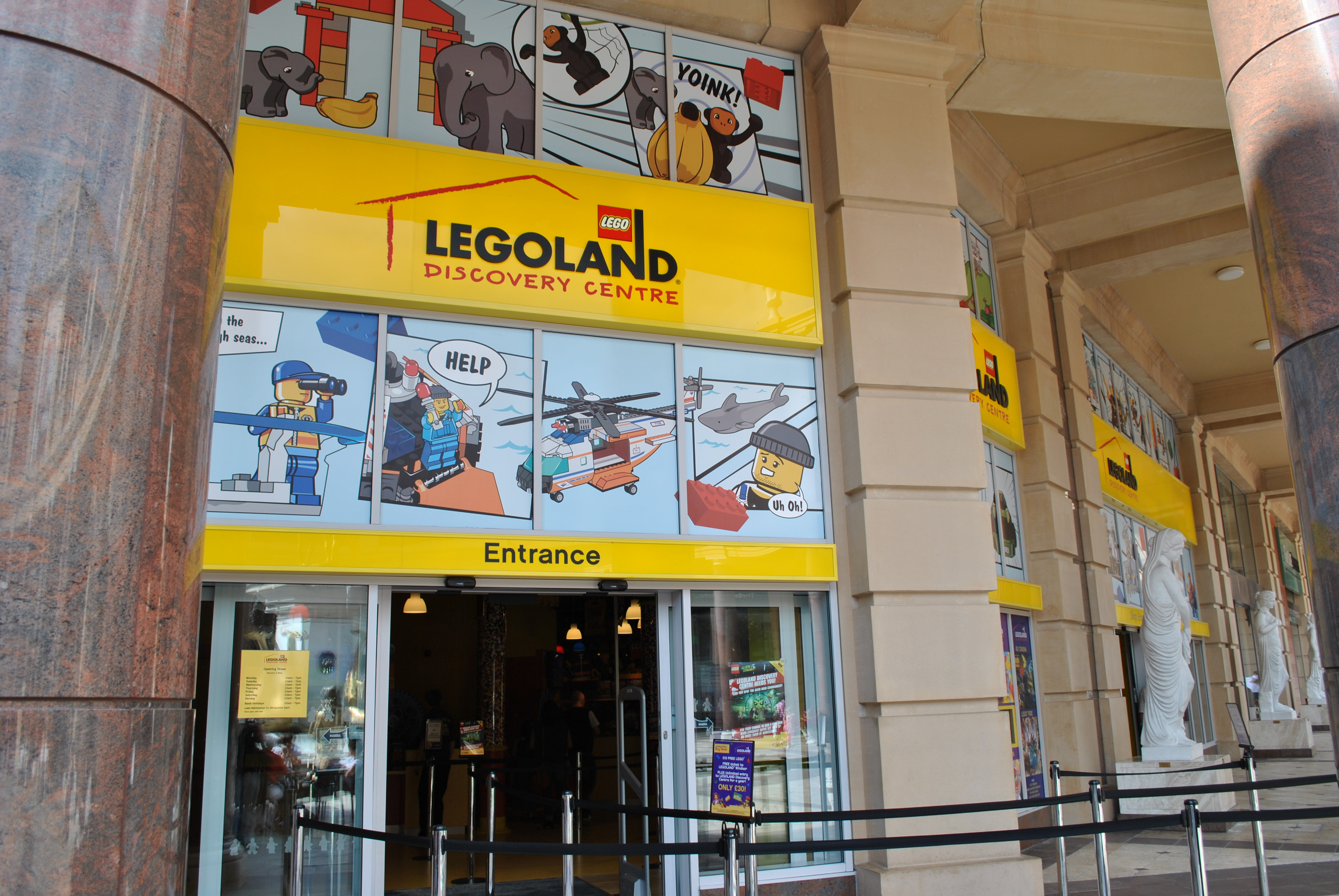
Legoland Discovery Center Manchester
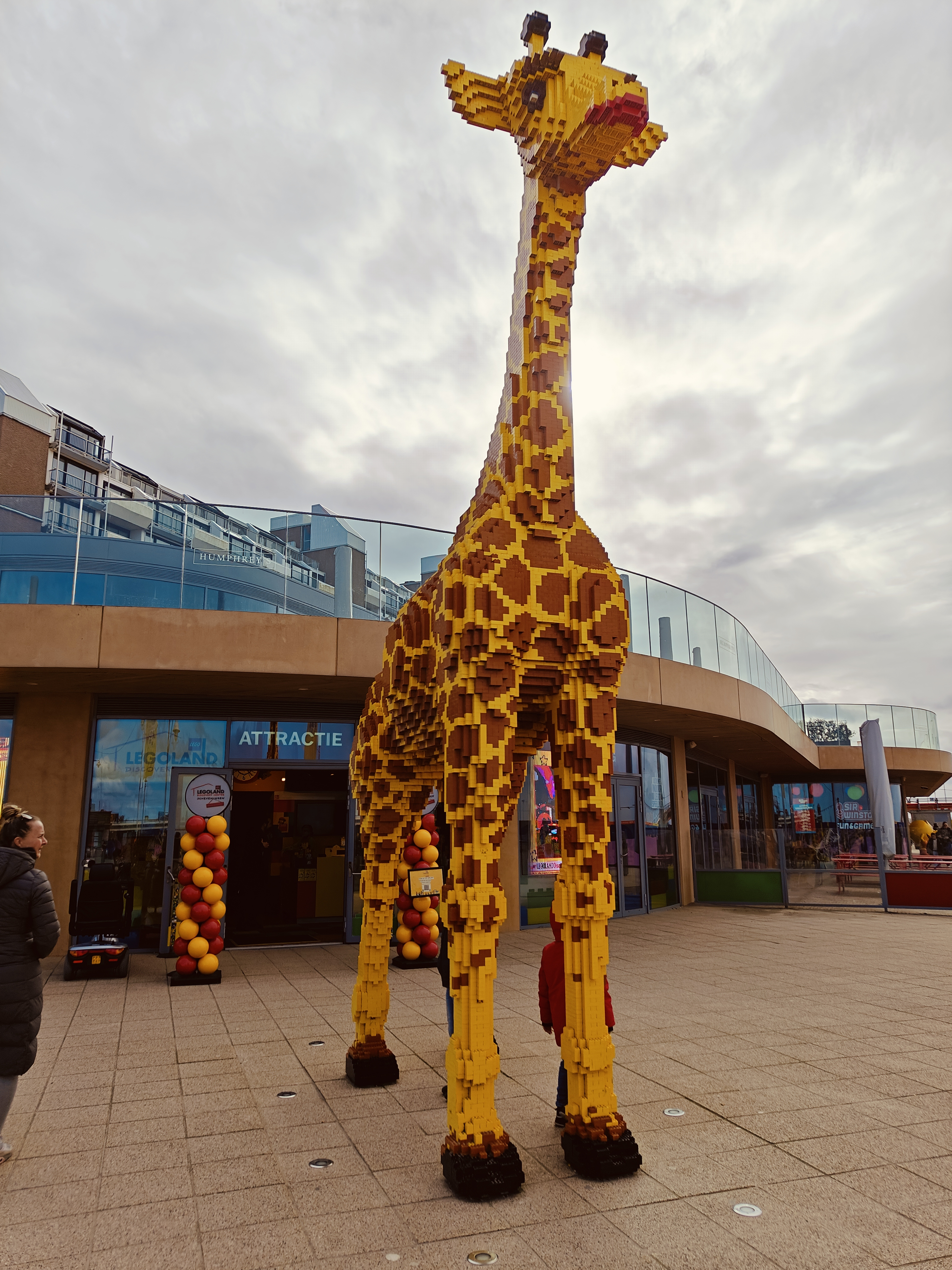
Legoland Discovery Centre Scheveningen
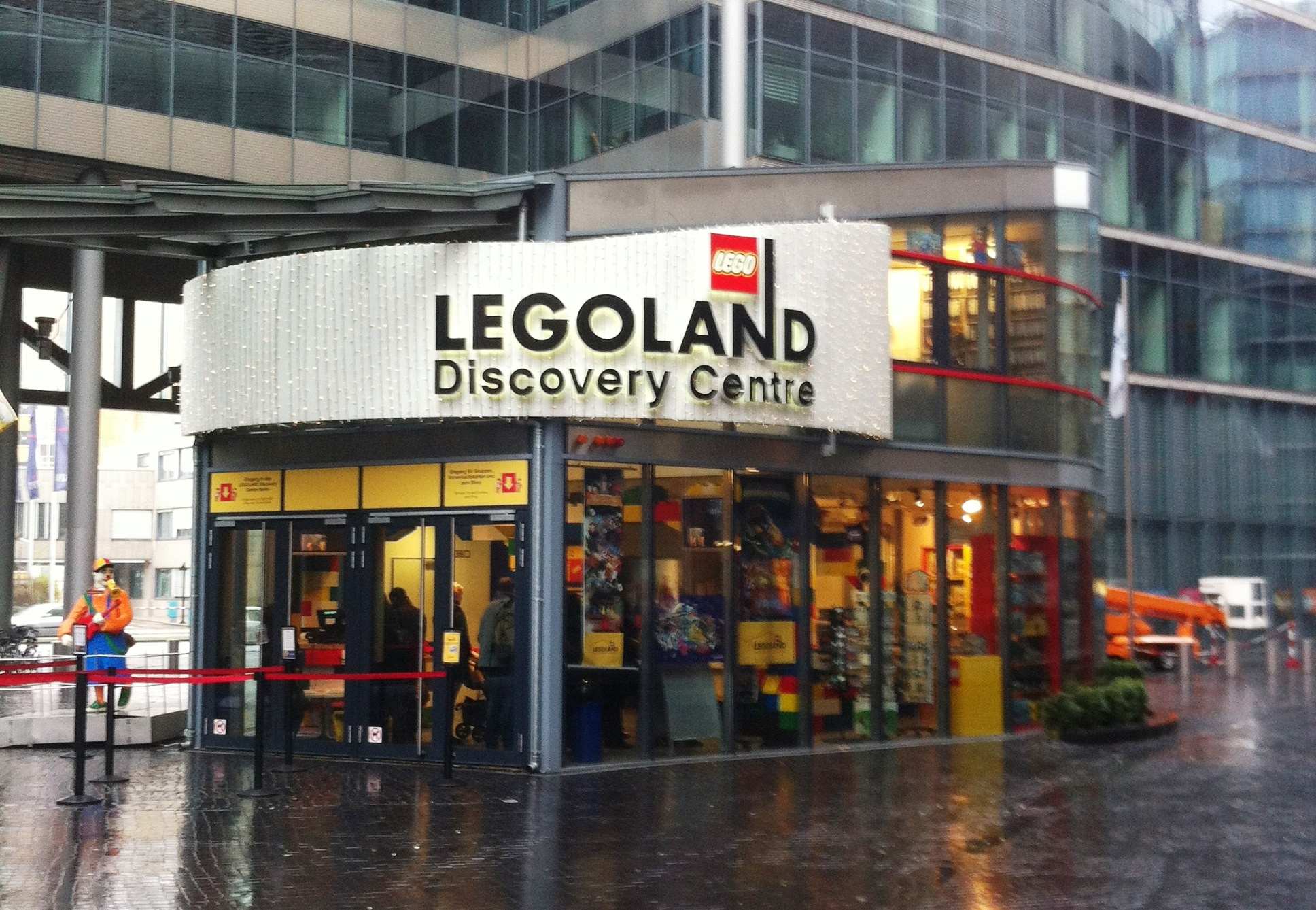
Legoland Discovery Center Berlin
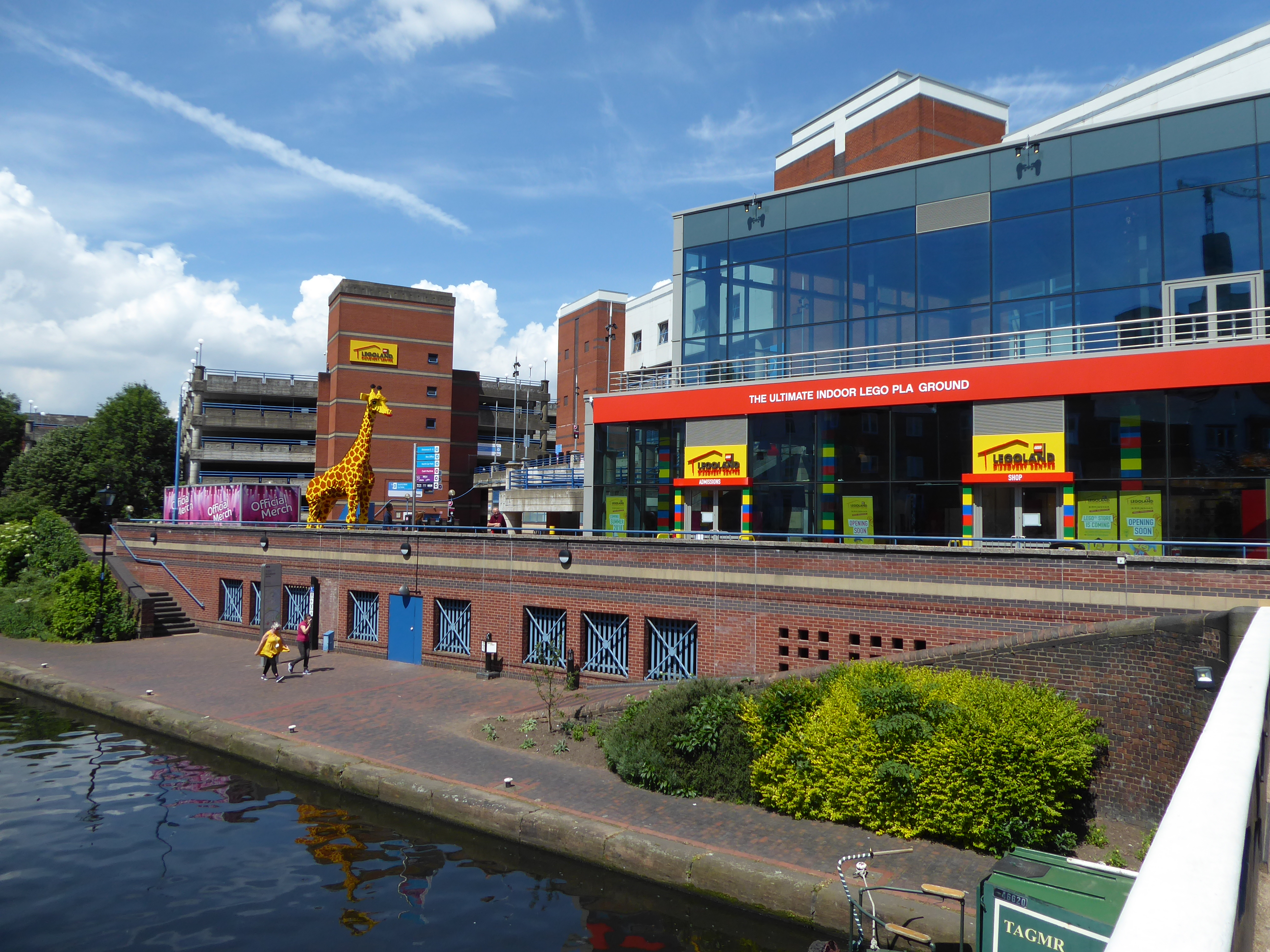
Legoland Discovery Center Birmingham